# Абри навбахор
Абри́ навбахо́р (переводится с перс. ابری نوبهار‎ как «облака весны») — погодное явление, распространённое в Средней Азии, Афганистане и Иране. Выражается густыми тёмными облаками с громом и молниями, туманом, а также обильным сильным дождём, продолжающаяся без остановок несколько суток, а также градом. Наблюдается с апреля по начало июня. В этот период нередки наводнения в городах, сели в горной местности и кишлаках. При особенной силе наносит сильный урон сельскому хозяйству.